# 哈占
哈占（穆麟德轉寫：hajan，？—1686年），一作哈瞻，伊尔根觉罗氏，满洲正蓝旗人，历任陕西、川陕总督、兵部、礼部尚书等职，参与平定三藩之乱。

## 生平
哈占家族世居叶赫，父亲金泰曾任礼部尚书，长兄布占为光禄寺卿。哈占以官学生身份授鸿胪寺赞礼郎，屡次升迁至兵部督捕理事官。康熙八年（1669年），授秘书院学士，十一年（1672年），升任兵部侍郎，十二年（1673年），授陕西总督。刚到任不久，吴三桂起兵反清，四川提督郑蛟麟、总兵吴之茂等响应，与三桂部将王屏藩窥伺陕西。康熙帝以都统赫业为安西将军，会同西安将军瓦尔喀平叛，命哈占与巡抚杭爱督办粮饷，与提督张勇、王辅臣修整边备。十三年（1674年），又命大学士莫洛经略陕西，康熙帝令莫洛凡事先咨询哈占后再执行。哈占以汉中、广元山路险要，上疏请求造船走略阳水路运粮。康熙帝又命贝勒洞鄂为定西大将军，掩护诸将进攻四川。叛军劫略阳运粮船只，康熙帝命四川总督周有德督办四川境内粮饷运输事宜。哈占上疏请求山西协助，康熙帝以山西道远多劳费，发帑十五万，使在西安采运。不久，王輔臣叛於寧羌，攻擊莫洛軍營，莫洛咽喉中箭身亡。洞鄂因粮饷难以为继，自汉中班师回到西安。
康熙十四年（1675年），康熙帝令哈占分兵驻防兰州，但哈占以西安兵少为理由，建议不分兵。康熙帝命云贵总督鄂善率师驻兴安、汉中，并命哈占守延安，哈占屡次奏请留守西安。当时王辅臣占据平凉，游击李师膺响应、固原道陈彭、定边副将朱龙皆献城投降。王辅臣兵分多路，攻陷临近各州县，破兰州，巡抚华善退往凉州，派遣部将与王辅臣部在邠州、淳化、三水、长武、汉阴、石泉、甘泉、宝鸡等处作战，获胜。董额克秦州，总兵王进宝收复兰州，定边、延安皆下。康熙帝急促董额督兵合攻平凉。哈占听闻兴安游击王可成叛变，将潼关绿营兵调至商州，将西安满洲兵移防潼关。不久，听闻兴安叛军已攻破商州直逼西安，上疏请求董额分兵救援。康熙帝责备哈占道，“辅臣初叛，朕以兰州近边要地，令哈占发兵镇守。哈占以西安兵少不遣，兰州遂陷。又以延安居要冲，命鄂善屯守，哈占留之西安，延安复陷。哈占但知有西安，重兵自卫，贻误非小。”令董额急攻平凉，仍派遣将军吴丹率师自太原移驻潼关，员外郎拉笃祜率榆林蒙古兵增援西安。
康熙十五年（1676年），大学士图海取代董额为大将军，包围平凉，王辅臣降清，哈占上疏请求安抚降众，设置官吏。十九年（1680年），将军赵良栋克成都，王进宝克保宁，清军在四川站稳脚跟。哈占建议军饷应由四川接运。康熙帝认为四川初定，不适合负担转饷任务，命自略阳水道运至叙州。不久，命哈占率领所部赴保宁，谋求收复云南。哈占再度请求以四川督饷，户部侍郎赵璟、金鼐等上疏称此举将会滋扰四川百姓。
四川初定，改设川陕总督，康熙帝命哈占担任。哈占率部到了保宁，当时叛将谭弘、彭时亨四处劫掠，康熙帝命哈占从速剿灭，进攻云南。哈占派遣总兵高孟攻击彭时亨，将其击败于南溪罗石桥，收复营山、渠二县。康熙二十年（1681年），镇南将军噶尔汉收复忠、万、开、建始、云阳、梁山等州县。谭弘败死，彭时亨被驱逐，广安、达、大竹、东乡等州县也被收复。彭时亨势穷降清。康熙帝命哈占率师赴叙州，会建昌、永宁两路进兵。哈占率部从永宁出发，入贵州追击吴将马进宝，追至毕节，马进宝降清。紧接着清军进逼威宁，大将军贝子彰泰上疏说，云南已合围，师足用，兵多粮少，建议哈占回四川。当时哈占进兵曲靖，闻讯班师。不久，以击破彭时亨之功，加兵部尚书衔。谭弘部将牟一乾、牟一举赴遵义投降，分驻巴县、涪州。哈占疏请移至陕西，懦者归农，强者入伍，获准。
康熙二十二年（1683年），哈占获授兵部尚书，二十四年（1685年），调任礼部尚书，不久，哈占因病请求退休，称在军旅时积劳成病。康熙帝驳回哈占所请，怒斥其未尝立功，命努力自赎。次年（1686年）病卒。
女儿伊尔根觉罗氏，奉国将军鄂齊禮嫡妻。

## 延伸阅读
[在维基数据编辑]
 《清史稿·卷256》，出自趙爾巽《清史稿》

### 引注
1. 1 2 3  弘昼 2002，第184頁
2. 1 2 3 4 5 6  赵尔巽等 1998，第9791頁
3. 1 2 3 4 5 6 7 8  赵尔巽等 1998，第9792頁
4. 1 2 3 4 5 6 7 8 9 10  赵尔巽等 1998，第9793頁